# Ordre du Trône
L'ordre du Trône, (en arabe : وسام العرش ; Wissam al-Arch ou Ouissam El Arch), est une décoration marocaine créée le 16 mai 1963.

## Grades
| Grades       | Grades         | Grades     | Grades   | Grades    | Grades |
| ------------ | -------------- | ---------- | -------- | --------- | ------ |
| Grand cordon | Grand officier | Commandeur | Officier | Chevalier |        |

## Titulaires

### Grand cordon
1986
- Karim Aga Khan IV: chef spirituel des ismaéliens nizârites[1].

2002
- Abderrahmane Youssoufi: premier ministre sortant[2].

2004
- Abdelhak Kadiri: inspecteur général des FAR[3].

2008
- Driss Jettou: ex-premier ministre[4].

2009
- Mohamed M'Jid: président de la Fédération royale marocaine de tennis et acteur associatif et sportif[5].

2010
- Mahjoubi Aherdane, président d’honneur et fondateur du Mouvement populaire[6]
- Ismail Alaoui: président du conseil de la présidence du Parti du progrès et du socialisme (PPS).

2014
- Abbas El Fassi el Fihri: ancien chef du gouvernement[7].
- Abdelwahad Radi: ancien président de la chambre des représentants[8].
- Mustapha Benabdellah: professeur d’art plastique au collège royale[9].
- Mohamed El Mestassi: chargé de mission au ministère de la Maison Royale, du Protocole et de la Chancellerie.

2015
- Mohamed Ait Idder: leader politique et ancien résistant[10].
- Abdelhadi Tazi: ancien diplomate, historien et écrivain.
- Housni Benslimane : ancien général du corps d’armée de la gendarmerie royale

2016
- Ahmed Osmane: ancien premier ministre et ancien président de la chambre des représentants.

2023
- Belkhir El Farouk: inspecteur général des Forces armées royales[11],[12].

2024
- Ahmed Lahlimi Alami: Ancien Haut Commissaire au Plan[13].

### Grand officier
1968
- Ahmed Benmessaoud[14]

1999
- Abdellatif Fiilali: ancien premier ministre.

2004
- Hosni Benslimane: président de la Fédération Royale marocaine de Football[15].

2005
- Abdellah Ibrahim: ancien premier ministre[16].
- Ahmed Hamiani Khtat: ancien ministre de l'Intérieur[17]

2006
- Abdelkrim Khatib: ancien ministre de la santé[18].
- Abdelhadi Tazi: ancien ambassadeur du Maroc en Irak.
- Mostafa Belarbi Alaoui: ancien ministre de la justice.

2015
- Abdellah Baha: ancien ministre d'Etat (le wissam a été remis à son fils Mohamed Amine Baha).
- Mohamed Larbi Messari: ancien ministre de la communication, diplomate, historien et journaliste (le wissam a été remis à son fils Nizar Messari).
- Abdellatif Berbich: professeur de médecine, ancien secrétaire perpétuel de l'Académie du Royaume.
- Ahmed Herzenni: ancien président du conseil consultatif des droits de l'homme.

2016
- Abbas El Jirari: ancien conseiller du Roi et ancien professeur à l’Ecole Royale[19].

2017
- Albert Sasson: universitaire et membre fondateur de l’Académie Hassan II des sciences et techniques[20].

### Commandeur
2002
- El Mostapha Sahel: wali de la Région de Rabat-Salé-Zemmour-Zaer et gouverneur de la préfecture de Rabat[21].
- Mohamed Hassad: wali de la Région de Marrakech-Tensift-Al Haouz et gouverneur de la préfecture de Marrakech-Ménara.

2003
- Ahmed Bakkali: chargé de mission au cabinet royal.

2004
- Hicham El Guerrouj: athlète marocain[22].

2006
- Mohamed Kettani: chargé de mission au cabinet royal et membre de l’académie du royaume du Maroc.
- Mehdi Bennouna: président-fondateur de l’Agence Maghreb Arabe Presse.
- Rahma Bourkia: présidente de  l’Université Hassan II-Mohammédia
- Najat Bouzid: première vice-présidente du bureau de la Fondation Abderrahim Bouabid.
- Assia El Ouadie: membre de la fondation Mohammed VI pour la réinsertion des détenus.
- Yamina Lamrini Al Ouahabi: membre du conseil consultatif des droits de l’homme.
- Ghali Skalli El Housseini Iraqi: membre du conseil national provisoire des anciens résistants.
- Boris Toledano: secrétaire général adjoint de la communauté israélite au Maroc.

Moulay Idriss El Alaoui::ancien ambassadeur du Maroc.
- Mohamed Maradji: photographe-reporter.

2007
- Abdelkébir Alaoui Mdaghri: directeur général de l'agence Bayt Mal Al Qods[24].

2009
- Touria Jabrane Kraytef: ancienne ministre de la culture[25].

2011
- Driss Benhima: PDG de Royal Air Maroc.
- Abdellatif Menouni: président de la commission consultative de révision de la Constitution[26]
- Omar Azziman: membre de la commission consultative de révision de la Constitution.
- Abdellah Saâf: membre de la commission consultative de révision de la Constitution.
- Driss El Yazami: membre de la commission consultative de révision de la Constitution.
- Mohamed Tozi: membre de la commission consultative de révision de la Constitution.
- Amina Bouayach: membre de la commission consultative de révision de la Constitution.
- Ahmed Herzenni: membre de la commission consultative de révision de la Constitution.
- Rajaâ Mekkaoui: membre de la commission consultative de révision de la Constitution.
- Nadia Bernoussi: membre de la commission consultative de révision de la Constitution.
- Albert Sasson: membre de la commission consultative de révision de la Constitution.
- Abderahman Libek: membre de la commission consultative de révision de la Constitution.
- Brahim Semlali: membre de la commission consultative de révision de la Constitution.
- Abdelaziz Lamghari: membre de la commission consultative de révision de la Constitution.
- Amina Massaoudi: membre de la commission consultative de révision de la Constitution.
- Zineb Talbi: membre de la commission consultative de révision de la Constitution.
- Mohamed Said Bennani: membre de la commission consultative de révision de la Constitution.
- Najib Ba Mohammed: membre de la commission consultative de révision de la Constitution.

2014
- Mohamed Bennouna: juge à la Cour internationale de justice de La Haye.

2016
- Mohamed Kabbaj: président de la fondation Amine Kabbaj[27].

2019
- Maurice Marciano: homme d’affaires[28].

### Officier
1984
- David Amar: leader de la communauté juive marocaine.

1985
- Ahmed Bakkali: chargé de mission au cabinet royal.

1992
- M'hamed Iraqi: ancien wali al madhalim[29].
- Mohamed Zniber, historien, résistant et écrivain.

2002
- Aziza Bennani: ambassadeur représentant permanent du Maroc auprès de l'UNESCO et présidente du Conseil exécutif de l'UNESCO.

2004
- Badou Zaki: entraîneur marocain.
- Mohamed Moatassim: conseiller du Souverain[30].
- Zoulikha Nasri: conseillère du Souverain.
- Hassan Amrani: wali de la région de Rabat-Salé-Zemmour-Zaër, gouverneur de la préfecture de Rabat

2005
- Malika El Fassi: seule femme signataire du Manifeste de l'Indépendance[31].
- Driss Dahak: premier président de la Cour suprême.

2006
- Hamid Bennani: beau-père de SM le Roi, professeur au centre pédagogique régional (CPR) de Fès.
- Marie-Antoinette Guignard: épouse de feu Jacques Guignard.
- Omar Azziman: ancien ministre de la Justice et ambassadeur du Maroc en Espagne.
- Driss Benzekri: président du Conseil consultatif des droits de l’Homme.
- Mohamed M’jid: représentant honoraire du Maroc au Haut Commissariat de l’ONU aux réfugiés.

2007
- Sydney Toledano: président-directeur général du groupe "Christian Dior".

2008
- Yehuda Lankry: président de la 2e chaîne de la télévision israélienne.

2009
- Ahmed Toumi: ancien directeur général de l'Organisation internationale des télécommunications par satellites.

2011
- Abdellatif Hammouchi: directeur général de la Surveillance du territoire.

2012
- Kamal Oudghiri: ingénieur en communications à l’Agence spatiale américaine NASA[32].

2014
- Michael Zaoui: expert financier auprès de plusieurs groupes bancaires internationaux, qui s’est vu également remettre le même wissam au nom de son frère, Yoel Zaoui, qui n’a pas pu se présenter.
- Mhamed Ben Abboud: expert et professeur d’histoire à l’université Abdelmalek Essaadi à Tétouan.

2015
- Mohamed Chaïbi: président de Ciments du Maroc (Cimar)[33],[34].

2016
- Amina Benkhadra: directrice générale de l’Office national des hydrocarbures et des mines et ancienne ministre.
- Tarik Sijilmassi: PDG du groupe Crédit Agricole du Maroc[35].
- Leila Ameziane Ammor: présidente de la Fondation BMCE de l’éducation et de la formation, qui œuvre à travers l’initiative Medersa.com à faciliter l’accès des enfants démunis à l’éducation et à la formation.
- Mohamed Bahi: journaliste et penseur d’origine mauritanienne, spécialisé dans l’Affaire du Sahara marocain (le wissam a été remis à sa veuve Mme Fatima Arssime).
- Saida Karim Al Amrani: vice-présidente déléguée du groupement de sociétés Holding Safari-Sofipar-Cofimar, membre du Conseil d’administration de la Fondation Mohammed V pour la Solidarité, et femme active dans le domaine social.
- Bouchaib Benhamida: Homme d’affaires, et ancien président de la Fédération nationale du BTP (le wissam a été remis à sa sœur Zoubida Benhamida).

2019
- Jack Rimokh: homme d’affaires.
- Sidney Chriqui: président fondateur de la congrégation Em Habanim.
- Joshua Bitton: chef spirituel de la congrégation de Hebanim Sephardic

2023
- Tous les joueurs de Équipe du Maroc de football à la Coupe du monde 2022.

### Chevalier
1972
- Mohamed Zniber, historien, résistant et écrivain.

1974
- Ahmed Bakkali: chargé de mission au cabinet royal[36].

1989
- Ahmed Piro: chanteur[37].

2004
- Abdelghani Ben Naciri: entraîneur-adjoint de l'équipe nationale.
- Boujamâa Zahi: médecin de l'équipe nationale.
- Aziz Milani: préparateur physique de la sélection nationale.
- Abdellatif Lâalou: entraîneur des gardiens de but.
- Mustapha Bakkoury: directeur général de la Caisse de dépôt et de gestion.
- Noureddinne Bensouda: directeur des impôts directs et indirects.
- Aziz Akhenouch: président du Groupe «Akwa Holding», président du conseil de la région Souss-Massa-Draa.
- Mohamed Bensalah: PDG du groupe «Holmarcom» «Régional Air Lines» et «Oulmès Sidi Ali»
- Mustapha Amhal: président-directeur général du groupe «SOMEPI» et membre de la CGEM.
- Said Al Hadi: président du conseil d'administration «Tanger-Méditerranée»
- Jalil Ben Abbas Attaârji: directeur général du groupe «Tikida Hotels» et président de la section de la CGEM à Tensift.
- Salwa Qarkri Belkziz: présidente de l'Association des femmes entrepreneurs au Maroc, administratrice-directrice générale du groupe «GFI» au Maroc.
- Youssef Alaoui: directeur générale de la société «CICALIM»
- Abdelmajid Tazlaoui: directeur général-adjoint de la «SAMIR».
- Souad Belbachir: membre du conseil d'administration du groupe bancaire «CFG».

2006
- Rachid El M’rabet: directeur général de l’Institut supérieur du commerce et d’administration des entreprises (ISCAE).
- Abdallah Ait Ouaghouri: enseignant à la Medersa d’Ida Oumnou à Agadir.

2009
- Aaron Monsonego: grand rabbin du Maroc.

2010
- Fouad Boutayeb: commandant de bord de l’avion royal 737.
- Janate Gharbi et Nezha Alami: hôtesses de l’air de l’avion royal.

2015
- Maurice Zanon: chef du service hygiène et salubrité à la wilaya du Grand-Casablanca[38].

2016
- Abdeljebbar El Manira: professeur de neurologie à l’institut Karolinska en Suède, élu membre de l’Académie royale des sciences de Suède, instance qui attribue le Prix Nobel.